# Kiszely Gábor
Kiszely Gábor (Budapest, 1949. július 10. – Budapest, 2011. október 13.) író, történész, állambiztonsági szakértő.

## Élete
Tanulmányainak egy részét Németországban végezte, ahol politológiát, történelmet és színháztudományt hallgatott. Teológiai diplomáját a Pázmány Péter Katolikus Egyetem Hittudományi Karán szerezte. Publikációit közölték a hazai és a határon túli hetilapok és irodalmi folyóiratok.
2002-ben a Medgyessy Péter miniszterelnök állambiztonsági múltját vizsgáló bizottság meghívta szakértőnek, de a kötelező C típusú nemzetbiztonsági vizsgálaton nem felelt meg, így ebben a munkában nem vehetett részt.

## Kitüntetései
- Pro Urbe díj
- A Magyar Köztársasági Érdemrend tisztikeresztje (2002)

## Művei

### Könyvek
- A szabadkőművesség - História, titkok, szertartások (Korona Kiadó, Bp. 1999)
- A leleplezett szabadkőművesség (Korona Kiadó, Budapest 2000)
- ÁVH - Egy terrorszervezet története (Korona Kiadó, Budapest 2000)
- Állambiztonság, 1956-1990; Korona, Bp., 2001
- Éltető; Kairosz, Bp., 2002
- A meghallgatás avagy A panoptikum megszólal; Kairosz, Bp., 2002
- Székely Ádám–Kiszely Gábor: Szigorúan titkos. A Medgyessy-bizottság; Kairosz, Bp., 2002
- Máté evangéliuma; Kairosz, Bp., 2003
- Bemutató; Masszi, Bp., 2004
- Mondd el fiaidnak...! A holokauszt és Magyarország; Kairosz, Bp., 2005
- Az autonóm személyiség; Kairosz, Bp., 2006
- Te aud, Izrael... (Hallom, Izráel...); románra ford. Ana Scarlat; Kriterion, Cluj-Napoca, 2006
- Szellem a célkeresztben. Csoóri Sándor és a politikai rendőrség ügynökei; Magyar Egyetem, Bp., 2007
- Az eljövendő; Masszi, Bp., 2007

### Cikkek, tanulmányok
- Hallom, Izráel! (Kultúrtörténeti esszé, Szent Gellért Kiadó, Budapest, 1996)
- Mi, rómaiak (Kultúrtörténeti esszé, Korona Kiadó, Budapest 1998)
- Lengyel Balázs (Monográfia, Korona Kiadó, Budapest, 1998)
- A legnagyobb keze nyoma (Korunk, 1998, március)

### Fordítások
- Máté evangéliuma - fordítás (Kairosz Kiadó, Budapest 2003)
- Beszter, Jáákov versei (Nagyvilág, 2002/02)
- Szíván, Árjé versei (Nagyvilág, 2002/02)
- Págisz, Dán versei (Nagyvilág, 2002/02)